# Pelargonien-Bläuling

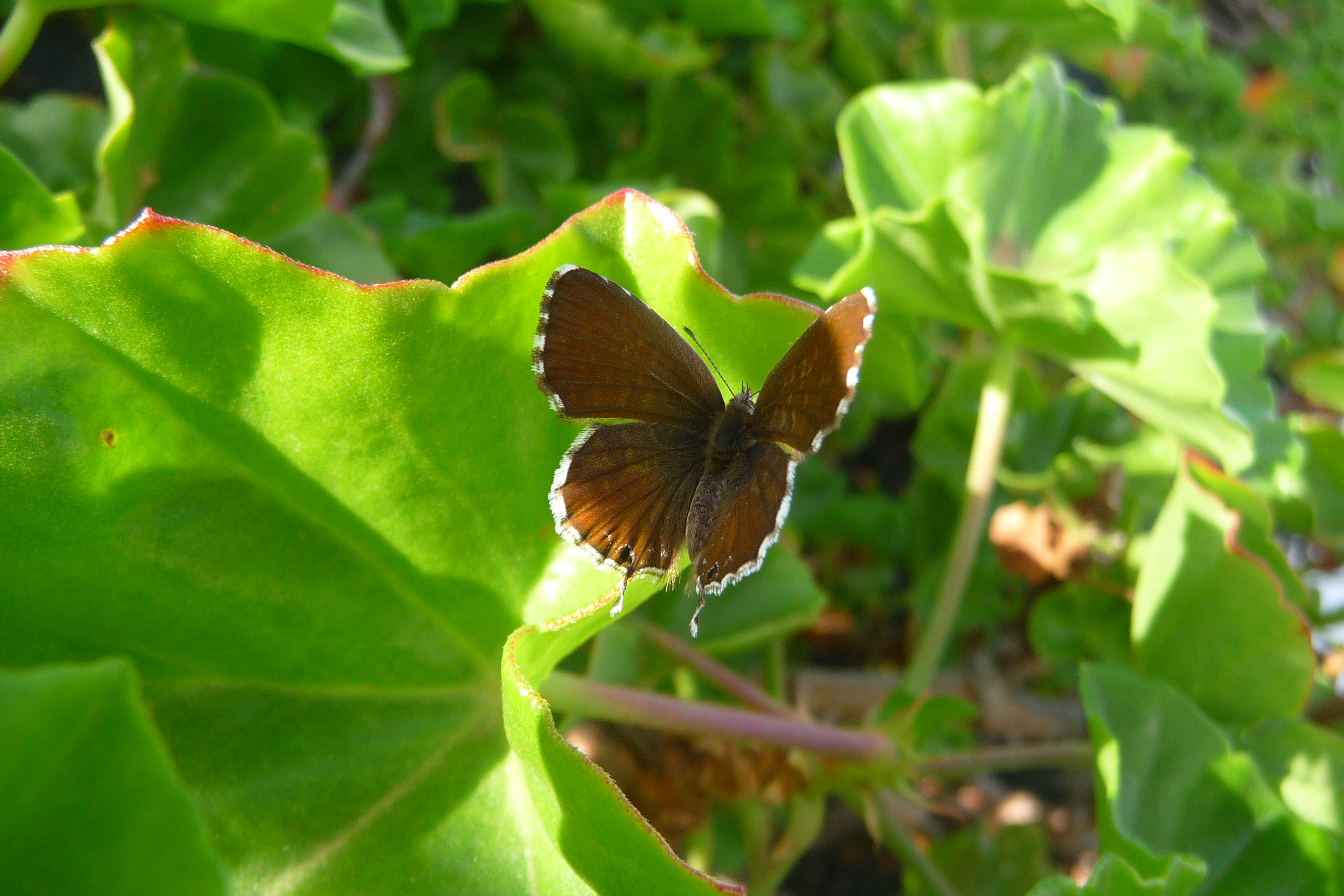
Oberseite

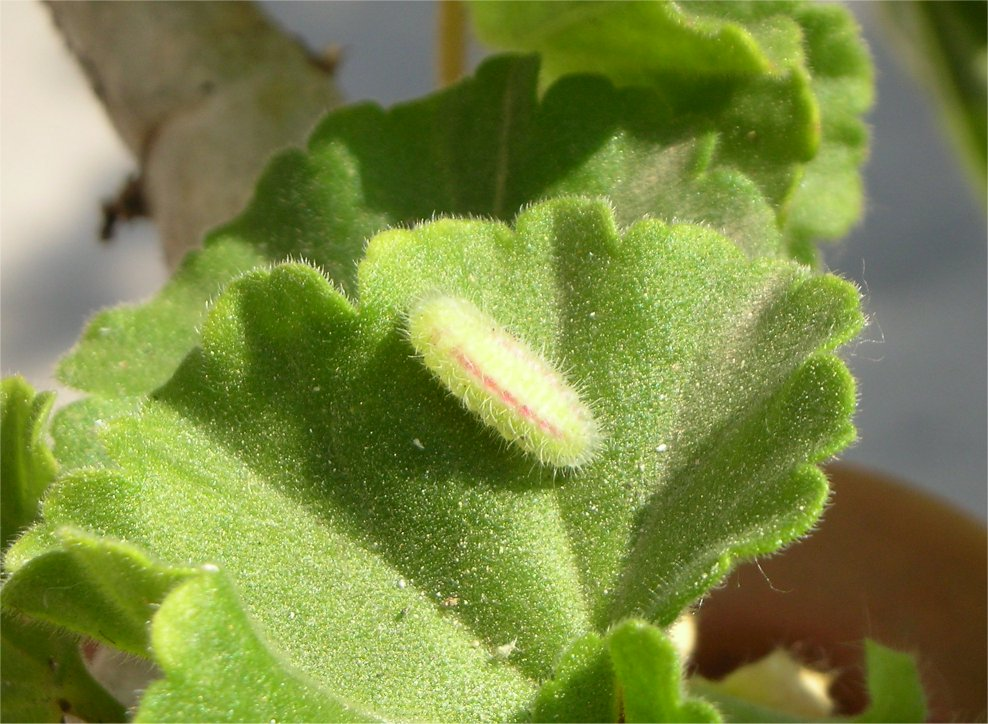
Raupe auf Geranienblatt

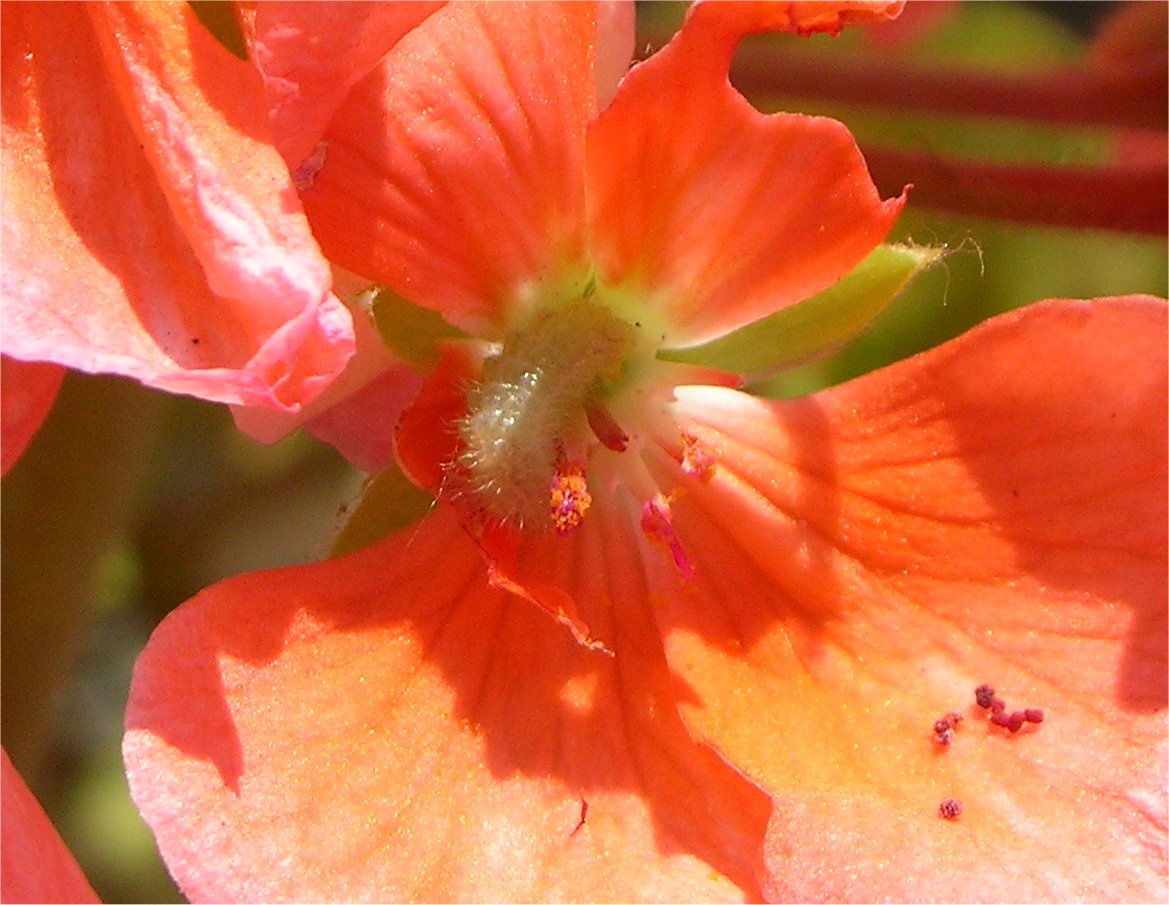
Raupe beim Fressen einer Blüte

Der Pelargonien-Bläuling (Cacyreus marshalli) ist ein Schmetterling (Tagfalter) aus der Familie der Bläulinge (Lycaenidae). Er stammt ursprünglich aus dem Süden Afrikas und wurde 1989 mit Pelargonien auf den Balearen eingeschleppt und ist mittlerweile in mehreren Teilen Europas verbreitet.

## Merkmale
Die Falter erreichen eine Flügelspannweite von 15 bis 23 Millimetern (Männchen) bzw. 18 bis 27 Millimetern (Weibchen). Die Flügeloberseiten sind dunkelbraun, wobei der Rand gefranst ist und helle Flecke aufweist. Die Flügelunterseiten sind in verschiedenen Braun- und Grautönen gemustert, wobei neben einer deutlichen dunkelbraunen Binde, die geschwungen am Flügelaußenrand weiter verläuft, mehrere "Bindenstücke" auf den Flügeln verteilt sind, welche an den Seiten hell gerandet sind. Die Hinterflügel tragen je einen kurzen, sehr dünnen Schwanz.
Die Raupen werden ca. 13 Millimeter lang und haben eine Färbung, die von gelb nach grün variiert. Entlang des Rückens tragen sie eine oder zwei rosafarbene Längslinien. Sie haben eine helle, kurze, dichte Behaarung. 

## Verbreitung
Das ursprüngliche Verbreitungsgebiet der Tiere ist Süd- und Südostafrika (Mosambik). Raupen wurden in Europa zum ersten Mal 1978 in England auf aus Südafrika importierten Pelargonien der var. ‘Fever Cascade’ beobachtet. Im Freiland wurden der Pelargonien-Bläuling auf Mallorca 1988 zum ersten Mal beobachtet und breitete sich dort rapide aus. Wahrscheinlich wurden die Tiere mit Pelargonien, auf denen Eier oder Raupen lebten, eingeschleppt. Auf dem spanischen Festland wurden sie 1992 bei Valencia zum ersten Mal gesichtet. 1995 waren sie in der Umgebung von Alicante schon sehr häufig und wenige Jahre später war die Art in Andalusien und Katalonien fest etabliert und erreichte die französische Grenze in der Region Girona und breitet sich von dort in Südfrankreich aus.

„Ende Juli bis Anfang August 2000 war der Falter bei Narbonne der am häufigsten im Siedlungsbereich zu beobachtende Bläuling. Er flog regelmäßig um Zier-„Geranien“ und wurde auch bei der Eiablage auf Pelargonium beobachtet“

Aus Frankreich gibt es außerdem Meldungen aus dem Rhone-Tal und Bordeaux. 1994 erfolgte in Tivoli der erste Nachweis für Italien. Zwei Jahre später trat der Pelargonien-Bläuling schon massenweise in Rom auf und 2001 erreichte die Art Sizilien. Von Tivoli breitet sich die Art nach Norden, wo er am Gardasee häufig beobachtet wird, und nach Osten aus, wo die Adria erreicht wurde. Seit Ende der 1990er Jahre gibt es auch Meldungen aus Marokko.
In den nördlicheren Regionen wurden immer wieder einzelne Tiere beobachtet, es kam jedoch durch die kälteren Winter zu keiner Etablierung der Art. Meldungen gibt es aus Belgien (1991), den Niederlanden (2003), Deutschland (1999) und dem Süden Englands (1997).
Die Falter sind bis in eine Höhe von 2.000 Metern anzutreffen, leben in Spanien und Südfrankreich aber hauptsächlich in Städten und Urlaubsorten in Küstennähe mit vielen Pelargonien (Zier-„Geranien“) in den Gärten und auf den Balkonen.

## Lebensweise

### Flug- und Raupenzeiten
Die Falter fliegen je nach Region in unterschiedlich langen Flugzeiten, wobei es fünf bis sechs Generationen pro Jahr gibt. In Südfrankreich fliegen sie von März bis November, in Spanien sogar ununterbrochen. Raupen findet man auch in Südfrankreich während des ganzen Jahres, wobei je nach Region die Raupe überwintert oder ihre Entwicklung während des Winters verzögert verläuft. In Mitteleuropa hat man bisher noch keine Raupen gefunden.

### Nahrung der Raupen
Die Raupen ernähren sich von Pelargonien (Pelargonium zonale, Pelargonium peltatum und Pelargonium grandiflora) und dem Pyrenäen-Storchschnabel (Geranium pyrenaicum).

## Entwicklung
Nach der Paarung legen die Weibchen ihre weißen oder hellgrünen, vertikal gerillten Eier einzeln auf den Knospen und Blattunterseiten ihrer Futterpflanzen ab. Die Eier sind leicht abgeflacht und 0,5 bis 0,6 Millimeter breit und etwa 0,3 Millimeter hoch. Die daraus schlüpfenden Raupen fressen ein Loch in die Mitte der Blätter und fressen zunächst minierend im Blatt und danach frei auf der Unterseite der Blätter. Bis zur Verpuppung durchlebt die Raupe vier Stadien die jeweils ca. acht Tage andauern. Sie verpuppen sich entweder an der Blattunterseite oder im Bodenstreu in einer ca. neun Millimeter langen, grünen bis braunen Puppenhülle, die manchmal violette Striche aufweisen kann.
Der gesamte Lebenszyklus dauert je nach Durchschnittstemperatur zwischen einem (ca. 30 °C) und zwei Monaten (ca. 20 °C).

## Schadwirkung
Die Tiere richten in ihrer ursprünglichen Heimat an Pflanzen nur geringe Schäden an, da sie dort genügend natürliche Feinde haben. In Europa fehlen diese aber, weswegen sie zu einer Plage für Gärtnereien, die deren Nahrungspflanzen züchten, geworden sind. Neben einer Bekämpfung mit Bacillus thuringiensis var. kurstaki sind Insektizide die einzige Möglichkeit gegen die Tiere vorzugehen, da in Europa die Bedingungen für ihre Feinde (besonders Parasitoiden) nicht ideal sind. Bis jetzt wurde nur die Raupenfliege (Tachinidae) Aplomya confinis nachgewiesen.